# Jerzy Pietrzyk
Jerzy Pietrzyk   (Varsòvia, 17 d'abril de 1955) és un atleta polonès, ja retirat, especialista en els 400 metres, que va competir durant la dècada de 1970.
El 1976 va prendre part en els Jocs Olímpics d'Estiu de Montreal, on va disputar dues proves del programa d'atletisme. Formant equip amb Ryszard Podlas, Jan Werner i Zbigniew Jaremski va guanyar la medalla de plata en la prova del 4×400 metres, mentre en els 400 metres quedà eliminat en semifinals. Quatre anys més tard, als Jocs de Moscou, tornà a disputar les mateixes proves, quedant eliminat en sèries d'ambdues.
En el seu palmarès també destaquen tres medalles a les Universíades, dues d'or el 1975 i una de plata el 1977. També guanyà quatre campionats de Polònia dels 4x400 metres (1973, 1975, 1976 i 1978).

## Millors marques
- 200 metres. 21.18" (1975)
- 400 metres. 45.65" (1976)
- 400 metres tanques. 50.07" (1973)[1][2][3]